# Нотация Сигбана
Нотация Сигбана используется в рентгеновской спектроскопии для наименования спектральных линий, характерных для определённого элемента. Названа в честь шведского физика Манне Сигбана.
Характерные линии в рентгеновском спектре испуская соответствуют атомным переходам, при которых электрон переходит на свободное место во внутренней оболочке атома. Дырка там может возникнуть из-за бомбардирования атома электронами, или рентгеновскими лучами, а также после радиоактивного бета-распада атомного ядра.
Каждый переход обозначается заглавной латинской буквой, соответствующей оболочке, на которую осуществляется переход (K, L, M…), и стоящей в индексе строчной греческой буквой, указывающей на то, как оболочка, с которой осуществляется переход, соотносится с той, куда происходит переход (α, β, γ…). Например, Kα обозначает переход на K-оболочку с первой вышележащей (то есть с оболочки L), Kβ — со следующей вышележащей (то есть с оболочки M).
Введенная систематика рентгеновских переходов не учитывала различия в коэффициенте экранирования оболочек, тонкие эффекты в атоме и была
полуэмпирической. Можно было бы ожидать, что индексы α, β, γ однозначно должны соответствовать номеру оболочки, с которой происходит переход. Но
приближенность закона Мозли и неучёт в теории Бора важных эффектов привёл к довольно запутанной системе обозначений. По современным
представлениям, только название спектральной серии имеет однозначную связь с главным квантовым числом, тогда как индекс α, β, γ ставится в соответствии с исторически принятыми правилами.
Хотя номенклатура Сигбана по-прежнему широко используется в спектроскопии, она является не систематичной и часто вводящей в заблуждение. По этим причинам Международный союз теоретической и прикладной химии (IUPAC) рекомендовал использовать другую номенклатуру. В таблице приведено соответствие некоторых наиболее распространённых переходов в номенклатуре Сигбана и номенклатуре IUPAC.
| Нижний энергетический уровень | Верхний энергетический уровень | Название линии в номенклатуре Сигбана | номенклатура IUPAC |
| ----------------------------- | ------------------------------ | ------------------------------------- | ------------------ |
| K (1s−1)                      | L3 (2p3/2−1)                   | Kα1                                   | K-L3               |
| K (1s−1)                      | L2 (2p1/2−1)                   | Kα2                                   | K-L2               |
| K (1s−1)                      | M3 (3p3/2−1)                   | Kβ1                                   | K-M3               |
| K (1s−1)                      | M2 (3p1/2−1)                   | Kβ3                                   | K-M2               |
| L3 (2p3/2−1)                  | M5 (3d5/2−1)                   | Lα1                                   | L3-M5              |
| L2 (2p1/2−1)                  | M4 (3d3/2−1)                   | Lβ1                                   | L2-M4              |
| M5 (3d5/2−1)                  | N7 (4f7/2−1)                   | Mα1                                   | M5-N7              |